# Винні зірки (фільм)
«Винні зірки» (англ. The Fault in Our Stars) — американська мелодрама режисера Джоша Буна, що вийшла 2014 року. Стрічка знята на основі однойменного роману Джона Гріна. У головних ролях Шейлін Вудлі, Енсел Елгорт. У фільмі також знімалися Нат Вольф, Лора Дерн, Сем Траммелл та Віллем Дефо. Вудлі грає роль Хейзел Ґрейс Ланкастер, 16-річної хворої на рак дівчини, яка змушена відвідувати групу підтримки, де Хейзел згодом зустрічає Оґастуса Уотерса, якого грає Елгорт, і закохується в нього.
Розробка Винних зірок стартувала у січні 2012 року, коли Fox 2000, підрозділ 20th Century Fox, отримали права на використання новели, як основи майбутнього фільму. Знімання розпочали 26 серпня 2013 року у Піттсбурзі, штат Пенсільванія, Сполучені Штати Америки, декілька днів з яких було проведено у Амстердамі, Нідерланди, перед фінальним завершенням 16 жовтня того ж року. У Піттсбурзі було відзнято як сцени, дія яких відбувалася в Індіанаполісі, штат Індіана, так і деякі внутрішні сценки, дія яких відбувалася в Амстердамі.
Уперше фільм продемонстрували 16 травня 2014 року у США на Міжнародному кінофестивалі в Сіетлі. Стрічка стала блокбастером, утримувавши лідерство у прокаті впродовж свого виходу, а також зібравши понад 307 мільйонів доларів в усьому світі проти власного бюджету у 12 мільйонів. Фільм вийшов на Blu-Ray та DVD 16 вересня 2014 року. В Україні прем'єра стрічки відбулася 4 вересня 2014 року.

## Сюжет
Хейзел Ґрейс Ланкастер, розумна та саркастична 16-річна дівчина, хвора на рак щитоподібної залози. Вважаючи, що донька впала в депресію, мати Хейзел спонукає її піти у групу підтримки таких же, як і вона, щоб завести друзів. Впродовж відвідування дівчина знайомиться з Оґастусом Уотерсом — хлопцем, який втратив ногу через рак кістки. Оґастус запрошує Хейзел до свого будинку, де знайомить її з батьками. Вони погоджуються прочитати улюблені романи одне одного; Хейзел рекомендує Книгу страждань Оґастусу, роман про хвору на рак дівчину на ім'я Анна, яка повторює досвід самої Хейзел. Водночас Оґастус дає Хейзел книгу під назвою Контрреволюція. Після того, як хлопець прочитав книжку Хейзел, він висловлює розчарування у зв'язку з уривчастим закінченням роману. Дівчина пояснює, що загадковий автор роману, Пітер ван Хаутен, виїхав до Амстердаму одразу ж після публікації роману, і про нього не чути нічого відтоді.
Декілька тижнів після Оґастус розповідає Хейзел, що йому вдалося зв'язатися з асистентом Ван Хаутена, а також він вже листувався з самим письменником. Дівчина попросила Оґастус спитати у автора книги про досить двозначне закінчення роману; Пітер ван Хаутен відповів, що він згоден поговорити на цю тему особисто. Хейзел розпитує свою маму, чи їй можна поїхати до Амстердаму, на що Френні (мати Хейзел) відмовляється, пояснюючи це відсутністю належної фінансової та медичної підтримки на новому місці. Тоді ж Оґастуса робить сюрприз дівчині, даруючи квитки до омріяного міста, пожертвувані благодійним фондом.
Кілька днів перед поїздкою Хейзел постраждала від плевриту, а тому була госпіталізована до реанімації. Її лікарі зрештою переконані в тому, щоб дати дозвіл на поїздку. Головні герої прибувають до Амстердаму, де їм зроблений подарунок у вигляді замовленого столика у дорогому ресторані, оплаченому Ван Хаутеном. Впродовж трапези Оґастус зізнається у коханні Хейзел. Вони потрапляють на зустріч з письменником, але шоковані бачити перед собою підлого пияку; Лідевай (асистентка Ван Хаутена) зізнається, що саме вона організувала зустріч і вечерю від імені автора Книги страждань. Ван Хаутен, роздратований таким перебігом подій, насміхається з Хейзел через її бажання знайти відповіді на питання до фантастичної книги та всіляко принижує її стан здоров'я.
Як тільки двоє залишають будинок автора пригніченими, Лідевай запрошує їх піти на екскурсію, щоб компенсувати враження від поїздки. Разом вони відвідують будинок Анни Франк, де Хейзел щосили намагається піднятися вгору по великій кількості сходинок. Наступного дня Оґастус повідомляє Хейзел, що його хвороба прогресувала і розповсюдилася по всьому тілу, до того ж має кінцевий термін. Після їхнього повернення в Інліанаполіс, здоров'я хлопця гіршає. Раптом Хейзел отримує тривожний дзвінок від Оґастуса пізно вночі, після того, як той намагався придбати нову пачку сигарет на заправці. Хлопця терміново доставляють у відділення інтенсивної терапії, де він усвідомлює, що близький до смерті. Оґастус запрошує свого сліпого друга Ісаака та Хейзел на свої попередні похорони, де обоє презентують власні панегірики, які раніше підготували. Хейзел цитує слова Ван Хаутена та говорить Оґастусу, що вона нінащо б не проміняла цей короткий час, який вони були разом.
Оґастус помирає через вісім днів після цього. На його похороні Хейзел вражена бачити Пітера ван Хааутена серед присутніх. Письменник розповідає дівчині, що він вів листування з Оґастусом після Амстердама і, що хлопець вимагав, щоб той відвідав його похорони, щоб таким чином компенсувати зіпсовану поїздку. Ван Хаутен говорить Хейзел, що основою його роману є гіркий досвід власної доньки Анни, яка померла від раку у ранньому віці. Він також намагається розповісти про долю матері Анни. Письменник дає їй аркуш паперу, однак дівчина, досі засмучена його поведінкою в Амстердамі, мне папір і просить Ван Хаутена піти. Пізніше, розмовляючи з Ісааком, Хейзел дізнається, що це Оґастус попросив письменника допомогти йому написати власний панегірик. Вона витягує пом'ятий папір і читає слова Оґастуса, які стверджують, що він приймає власну смерть і кохання до Хейзел. Фільм завершується, коли Хейзел, лежачи на траві і спостерігаючи за зірками на небі, усміхається, оскільки вона згадує Оґастуса.

### Книга страждань
Книга, про яку згадується в стрічці, що включає в себе первинні роман та фільм, є вигаданою, оскільки її автор Пітер ван Гутен; обоє використані для піднесення тем та розповіді. Автор Джон Грін сказав, що він використав слово «добре» («okay») в книзі та фільмі тому, що Хейзел та Оґастус зазвичай використовували його, щоб виразити почуття одне до одного; воно стає особливим словом між ними. На написання первинного роману Джона Гріна надихнула покійна авторка Естер Ерл, яка використовувала слово «добре» під час спілкування зі своєю сестрою.

### Відмінності між книгою та фільмом
Згідно з Ліндсі Вебер з Vulture.com, відмінності між романом та кінострічкою включають багаторазове згадування гурту The Hectic Glow в книзі, але не у фільмі. У романі Оґастус має колишню дівчину, Кароліну, яка померла від раку. Цього не відбувається у фільмі. Колишня найкраща подруга Хейзел, Кейтлін, не з'являється у фільмі. В книзі Хейзел і Оґастус зустрілися, коли Хейзел обернулася, щоб відшукати поглядом Оґастуса, який дивився на неї, в той час, як у фільмі вони наткнулися одне на одного на шляху до групи підтримки. Оґастус помирає раніше у фільмі ніж у книзі. В книзі Хейзел шукає листа, коли у фільмі Ван Хаутен особисто вручає його їй. У книзі Хейзел є вегетаріанкою, але про це не згадується у стрічці. Епізод з фільму, де Оґастус під'їжджає на лімузині, щоб підібрати Хейзел та її мати, коли вони від'їжджають до Амстердаму, не з'являється у книзі. Проте в книжці Оґастус запізнюється, коли Хейзел та її мати приїжджають до його будинку на таксі, через сварку з батьками з приводу ускладнення його хвороби та його подорожі.

## Творці фільму

### Знімальна група
Кінорежисер — Джош Бун, сценаристами були Скотт Нойштадтер і Майкл Г. Вебер, кінопродюсерами — Марті Бовен і Вік Ґодфрі, виконавчі продюсери — Мішель Імперато і Ісаак Клаузнер. Композитори: Майк Моджіс і Нейт Волкотт, кінооператор — Бен Річардсон, кіномонтаж: Робб Салліван. Художники-постановники — Ґреґорі А. Ваймерскірх і Едвін Кемпер, художник з костюмів — Мері Клер Ганнан.

### У ролях
| Актор                | Персонаж                                           | Роль                                                |
| -------------------- | -------------------------------------------------- | --------------------------------------------------- |
| Шейлін Вудлі         | Хейзел Ґрейс Ланкастер англ. Hazel Grace Lancaster | 16-річна юнка, яка хвора на рак щитоподібної залози |
| Лілі Кенна           |                                                    | маленька Хейзел                                     |
| Енсел Елгорт         | Оґастус Уотерс англ. Augustus Waters               | юнак, що хворів на остеогенну саркому               |
| Нат Вольф            | Ісаак англ. Isaac                                  | сліпий друг Оґастуса                                |
| Лора Дерн            | Френні Ланкастер англ. Frannie Lancaster           | мати Хейзел                                         |
| Сем Траммелл         | Майкл Ланкастер англ. Michael Lancaster            | батько Хейзел                                       |
| Віллем Дефо          | Пітер ван Хаутен англ. Peter van Houten            | таємничий письменник з Нідерландів                  |
| Лотта Вербек         | Лідевай Віґентарт англ. Lidewij Vliegenthart       | асистентка Пітера ван Хаутена                       |
| Майк Бірбігліа       | Патрік англ. Mike Birbiglia                        | лідер групи підтримки                               |
| Ана Де Ла Крус       | Марія англ. Ana De La Cruz                         | лікар Хейзел                                        |
| Девід Велен          | Містер Уотерс англ. David Whalen                   | батько Оґастуса                                     |
| Міліка Ґович         | Місіс Уотерс англ. Milica Govich                   | мати Оґастуса                                       |
| Емілі Пічей          | Моніка англ. Emily Peachey                         | дівчина Ісаака                                      |
| Емілі Бах            | англ. Milica Govich                                | мати Моніки                                         |
| Керол Вейерс (голос) | англ. Carole Weyers                                | Анна Франк                                          |

## Виробництво

### Препродакшен
31 січня 2012 року було оголошено, що Fox 2000, підрозділ 20th Century Fox, отримали права на використання новели Джона Гріна Провина зірок, як основи майбутнього фільму. Вік Ґодфрі разом із Марті Бовен були змушені знімати фільм з їхньою виробничою компанією Temple Hill Entertainment. Стівен Чбоскі, режисер фільму Добре бути тихонею (також знятий у Піттсбурзі), брав участь у переговорах щодо очолювання знімання фільму. Тим не менше, він відмовився через те, що сценарій був досить схожий до його недавнього проєкту Привілеї. 19 січня 2013 року Джош Бун був найнятий як режисер кінострічки. Скотт Нойштадтер та Майкл Г. Вебер були найняті для перероблення новели у сценарій — їхня друга переробка для Fox після Розалін.

### Кастинг
19 березня 2013 року Entertainment Weekly оголосив, що Шейлін Вудлі(яка недавно знялася у фільмі Дивергент) зіграє роль Хейзел Ґрейс Ланкастер. Як говорив режисер стрічки Джош Бун: «Ми перебрали майже 150 актрис на цю роль, і я бачив близько 50 з них. Потягом десяти або п'ятнадцяти секунд прослуховування Шейлін, я знав, вона була Хейзел. Вона тримала свої сторінки сценарію і тільки її очі визирали з-за них.» 10 травня 2013 року Енсел Елгорт пробувався на роль другої половинки Хейзел, Оґастуса Уотерса. 23 липня Лора Дерн]] приєдналася до акторського складу як мати Хейзел, Френні Ланкастер, і Нат Вольф у ролі Ісаака, найкращого друга Оґастуса. Вольф розповів HuffPost Live: «Це неймовірно, я почуваю себе по-справжньому щасливим. Той факт, що мені доводиться працювати з цими надзвичайно талановитими людьми, я маю на увазі, це причина тому, що я чудово справився зі своєю роллю у фільмі.» 14 серпня Сем Траммелл пройшов кастинг на роль батька головної героїні, Майкла Ланкастера, і вже 28 серпня автор Джон Грін заявив, що Майк Бірбігліа зіграє Патріка, лідера групи підтримки. 6 серпня він написав, що роль Пітера ван Хаутена дістанеться Віллему Дефо.
За крок до цих оголошень, автор Джон Грін писав, що він був би щасливим, якби роль Хейзел зіграла Мей Вітман, і у серпні 2013 року було припущення, що Шейлін Вудлі та Гейлі Стайнфельд були серед претенденток на головну роль.
Джон Грін зняв епізодичну роль; його епізод був вирізаний з фільму, але включений у розділ видалених сцен DVD та Blu-Ray випусків фільму. У вирізаному епізоді Грін грає роль батька маленької дівчинки, яка питає про катедр Хейзел в аеропорті. Грін сказав: «Вони забрали [його сцену] тому, що вона була абсолютно непотрібною у стрічці — я жахливо зіграв.»

### Знімання
Період зйомок розпочався 26 серпня 2013 року у Піттсбурзі, штат Пенсильванія. Місця знімання фільму охоплювали Оакмонт та історичний «Особняки на п'ятій»(англ. Mansions on Fifth) готель. Епізоди в церкві були відзняті у Єпископальній церкві Святого Павла на околиці міста Піттсбург, горі Ліван. Процес знімання у Пенсільванії продовжився до 10 жовтня, після чого знімальна група переїхала в Амстердам, де робота розпочалася вже 14 жовтня. Знімання офіційно завершили 16 жовтня 2013 року.
Знімання сцен у Амстердамі тривало три дні. Вудлі та Елгорт були зняті на громадській лавочці на березі каналу. 2 липня 2014 року Охоронець повідомив, що лавка зникла, і міські чиновники заявили, що не знають, де вона знаходиться. Представник міста, Стефан ван дер Хук, сказав: «Це трохи ніяково, адже ми вправно слідкуємо за ними.» Він пообіцяв встановити нову лавку протягом декількох тижнів. Буквально через тиждень Entertainment Weekly оголосив, що фільм офіс Амстердаму поширив світлину, зроблену під час встановлення краденої лавки; член кінокомісії Амстердаму Саймон Брестер підтвердив, що це була та сама лавка, а не її заміна.
Знімання у Піттсбурзі включили внутрішні сцени в будинку Анни Франк, який був відтворений на звуковий на кіностудії 31 Street Studios. Художник-постановник Моллі Хьюз та її команда збудували три різні студії у Піттсбурзі, по одній на кожному поверсі. Також мистецький пам'ятник Веселі кістки у Індіанаполісі були відтворені у Піттсбурзі з допомогою скульптора, голландського митця Джої Ван Лісхаута.
Автор Джон Грін, хоча йому рідний Індіанаполіс, був задоволений вибором Піттсбурга для зйомок. Він коментував, що «Піттсбург має чудове співтовариство по-справжньому талановитих професіоналів кіно, що було збудоване протягом останніх двадцяти років. Я був вражений їхнім професіоналізмом, їхньою впевненістю, їхньою відданістю. Є небагато таких міст, як це. Ти начебто повинен знайти місто, яке могло б стати Індіанаполісом. І Піттсбург, попри велику кількість пагорбів, може стати Індіанаполісом. Ми просто повинні знайти пару плоских вуличок.»

### Музика
Майк Моджіс та Нейт Уолкотт з гурту Bright Eyes написали музику для фільму. Весь альбом треків вийшов 13 квітня 2014 року, він містив пісні відомих зірок, зокрема, M83, Kodaline, Джейка Баґґа, Тома Оделла, Еда Ширана, та Чарлі XCX, яка виконала пісню «Бум! Хлоп!», одну з основних композицій стрічки, яка стала міжнародним успіхом, частково завдяки її звучанню у фільмі. Саундтрек вийшов наAtlantic Records 19 травня у Сполучених Штатах, а 23 липня у Великій Британії.

## Маркетинг
Перший трейлер вийшов 29 січня 2014 року. Він отримав понад три мільйони переглядів за менше, ніж 24 години, і більше, ніж 15 мільйонів перглядів у перші сім днів. Відеоролик показали перед шоу в 2014 MTV Movie Awards 13 серпня 2014 року. Розширений трейлер побачив світ 28 серпня 2014 року, і Fox випустили більше кліпів за допомогою YouTube, як частину попереднього розповсюдження фільму. 2 серпня того ж року студія повідомила про запуск рекламного туру програми під назвою «Вимога наших зірок», в якій Грін, Вудлі, Елгорт та Вольф відвідали б держави, які отримали найбільшу кількість голосів від шанувальників. Чотири держави перемогло; програма розпочалася у Маямі, Флорида, 6 травня, Клівленді, Огайо, 7 травня, Нашвіллі, Теннессі, 8 травня, і завершилася у Далласі, Техас, 9 травня.

## Випуск
Прем'єра фільму Винні зірки для 300 гостей відбулася в театрі Ziegfeld у Нью-Йорку 2 червня 2014 року. На прем'єрі Грін сказав: «Я не хотів продавати його, оскільки Голлівуд розгоряється в тому, щоб знімати сентиментальні фільми про хворобу.» Стрічка вийшла у прокат 6 червня 2014 року. Після прем'єри у Нью-Йорку Еванджелін Ерл, студентка, повідомила, що на написання книги, на основі якої був знятий фільм, Джона Гріна надихнула її сестра Естер Ерл, яка також була автором. Естер була хвора на рак щитоподібної залози і померла у 2010 році. Еванджелін сказала, що Естер зустріла Гріна на конференції LeakyCon, з'їзді Гаррі Поттера, проведеного у Бостоні 2009 року. Грін заявив: «Я б ніколи не зміг написати Винні зірки, не знаючи Естер. Кожне слово у цій книзі залежить від неї.»
Винні зірки з'явилися у прокаті на DVD та Blu-Ray 16 вересня 2014 року. Малі безмежності Blu-Ray видання мають 126 хвилин вистави і розширені до 133-хвилинної версії фільму, ряд видалених сцен, включаючи епізод Джона Гріна, а також короткометражки.

## Сприйняття
—Ліза Кеннеді, спеціально для Денвер Пост

### Критика
Фільм отримав позитивні відгуки: сайт Rotten Tomatoes дав оцінку 80 % на основі 164 відгуків від критиків (середня оцінка 6,8/10) і 87 % від глядачів зі середньою оцінкою 4,3/5 (92,082 голоси). Загалом на сайті фільм має позитивний рейтинг, йому зарахований «стиглий помідор» від кінокритиків і «попкорн» від глядачів, Internet Movie Database — 8,1/10 (104 793 голоси), Metacritic — 69/100 (45 відгуків критиків) і 7,4/10 від глядачів (232 голоси). Що ж до цього ресурсу, від критиків та глядачів стрічка також отримав позитивні відгуки. Як одностайно говорить сайт: «Змістовний, кумедний та зворушливий, не вдаючись до експлуатації, фільм Винні зірки робить все правильно своїм найпопулярнішим вихідним матеріалом.» Metacritic оцінив фільм на 69 зі 100, що базується на відгуках від 45 критиків, з вказівкою на «в цілому сприятливі відгуки». CinemaScore дав кінострічці оцінку «A» на A+ за шкалою F.
Стівен Рі з американської газети Кореспондент Філадельфії дав фільму 3 бали з 4; як він висловився: «Вудлі…урівноважує благодать із серйозністю, дотепність із серцем.» А. Скотт, пишучи для газети Нью-Йорк Таймс, сказав: «Фільм викладений, щоб змусити вас плакати — не просто пхикати, а ридати, доки не почне текти з носа, і ваше обличчя не покриється плямами. Це досягає успіху.» Критик Тай Берр з газети Бостон глоуб оцінив кінострічку на 2.5 бали з 4 і сказав: «Якщо Елгорт в ролі Оґастуса є злегка чарівним та, зрештою, зворушливим, то Винні зірки належать Вудлі, виконавиці, яка завжди підтримує обмеженість у своїх власних фільмах.»
Представник компанії Quickflix, Саймон Мірадо дав фільму оцінку 3 з 5 і заявив: «Винні зірки беззаперечно підіймають нас, щоб підкорити.» Річард Роепер з газети Чикаго Сан-Таймс дав стрічці 4 зірки. Він сказав, що її виконання у ролі Хейзел було «незрівнянним, чистим та справжнім», стверджуючи, що «вона є тією незабутньою». Скотт Мендельсон, представник журналу Форбс, поділився, що фільм є «винятково високої якості» та назвав його «справжнім витвором мистецтва». Анна Сміт з журналу Імперія заявила, що це був «зворушливий роман та найкраще виконання Шейлін Вудлі своєї ролі до цього часу». Журналістка газети Цифровий Розвідник, писала: «Винні зірки є гострою та емоційно-складною плачевною стрічкою, яка пронизує її підліткових персонажів рідкісним інтелектом, та упорядковує власний похмурий зміст з різкою дотепністю та ніжністю». Енді Лі з газети Щоденна Зірка говорив, що вони «так, як підліткові романи ідуть, це є потужна річ». Вільсон Моралес на BlackFilm.com похвалив виконання Вудлі та Елгорта, кажучи, що вони «є надзвичайно захопливі та переконливі у своїй грі, їм вдається перетворити цей інтенсивно різкий фільм на дуже зворушливий, романтичний і досить цікавий».
—Пітер Треверс для журналу Роллінг Стоун
Редактор журналу Час, Річард Корлис писав: «Хейзел та Оґастус будуть жити у фільмі, через молодих акторів, які виконують їхні ролі». Кріс Вонґар з газети Ранкові Новини Далласу дала кінострічці оцінку B+ так, як «фільм є дотепним та живим, і тільки іноді плаксивим». Клавдія Пуч з журналу США Сьогодні назвала фільм «добре написаним, добре зіграним, різким, кумедним та розумно спостереженим», оцінюючи його у 3.5 бали з 4. Кріс Нашаватай, представник журналу Entertainment Weekly, назвала стрічку «смішною, милою, жалісливою у три носовичка» і дала оцінку B. Джеф Певер з газети The Globe and Mail заявив: «У той час, як фільм не може відповідати чиїмсь реальним очікуванням, він, безумовно, щільно висікає правила підліткових фільмів.» Конні Оґл, редактор газети Вісник Маямі, назвала кінострічку «солодким, романтичним фільмом, сповненим раптового тепла та гумору». А. А. Дауд на сайті The A.V. Club виставив оцінку «B», сказавши, що він є «благословенний іскрами дотепу та підтриманий талантами харизматичного підбору акторів».
Пітер Бредшоу з газети Охоронець дав фільму негативний відгук, уподібнюючи його «бути пограбованим професіоналом, чиїм навичкам у змішаних бойових мистецтвах ти не можеш допомогти, але помічаєш і цінуєш, навіть якщо ти жорстоко побитий, потім переміщений вертикально вгору, в синцях та крові, і змушений дивитися, як твій противник дає повні 45 відсотків твоїх грошей на благодійність». Крісті Лемір, пишучи для вебсайту Роджера Еберта, оцінила стрічку у 2 зірки з 4 і розкритикувала фільм, за те, що він є «емоційно інертним, попри численні моменти, які призначені, щоб покласти клубок у горлі». Лемір розкритикувала також гру Елгорта та похвалила «постійний, обеззброєний натуралізм» Вудлі. Роббі Коллін, пишучи для газети Щоденний Телеграф, сказала: «Оґастус є чимось із маніакального ельфа блакитної мрії: менш заплямованої чоловічої версії божевільного, обожнюючи тип дівчини, який інколи грали Кірстен Данст, Наталі Портман, і Зоуї Дешанел». Девід Едельштейн з організації NPR зазначив: «Я знаю людей, котрі плакали через трейлер романтичного фільму про рак у підлітків Винні зірки — під час перегляду вони потребуватимуть рятувальний круг, щоб не потонути у сльозах. На рахунок мене, я не плакав, хоча часом мої слізні протоки тремтіли; я був на межі. Фільм є трішки слизький як для мого смаку, занадто вибудований. Але він м'яко відзнятий Джошом Буном, і красиво зіграний. Які б не були недоліки, вони не у зірках.» Шаліні Ланґер, редактор газети Індіан Експресс, оцінила стрічку у дві з половиною зірки і сказала: «Фільм є вірний недоліку від діалогів до одягу, оточення і їжі, навіть пропускаючи деякі з неприємних деталей.» Дана Стівенс, пишучи для журналу Slate Magazine, говорила: «Що в ім'я Бога зі мною не так, що я жодного разу не плакала — я, яка день перед тим плакала через повноту цілком оптимістичної шкільної п'єси моєї дитини.»
Два християнські рецензенти і деякі богослови зазначили присутність християнських тем у фільмі. Пишучи для вебсайту Агентство Католицьких Новин, Роберт Баррон сказав: «Я не думаю, що це хоч трохи випадково, що Уотерс(прізвище Оґастуса) і Ґрейс(по батькові Хейзел) зустрілися у священному серці Христа і тим самим, попри їхнє спільне страждання, змогли дати життя один одному… [і так] Хейзел ефективно відкидає свій нігілізм та матеріалізм, оскільки вона відповідає на межі смерті на „добре“(„okay“) Оґастуса.» Він також зауважив: «[Чи є] цей фільм задовільним представленням християнства? Навряд чи. Але для тих, хто бореться, щоб знайти свій шлях до сенсу і віри, це не цілком погане місце, щоб почати.»
Студія фільму, 20th Century Fox, пішли на спробу, щоб номінувати Шейлін Вудлі на Премію «Оскар» за найкращу жіночу роль, так, як і сценарій фільму, але ніхто в кінцевому підсумку не був нагороджений.

### Касові збори
Під час показу в Україні, що розпочався 4 вересня 2014 року, протягом першого тижня фільм показали у 65 кінотеатрах і він зібрав 29,825 $, що на той час дозволило йому зайняти 7 місце серед усіх прем'єр. Показ стрічки протривав 4 тижні і завершився 28 вересня 2014 року. За цей час стрічка зібрала 73,199 $. Із цим показником стрічка зайняла 79 місце у кінопрокаті за касовими зборами в Україні 2014 року.
Під час показу у США, що розпочався 6 червня 2014 року, протягом першого тижня фільм показали у 3,173 кінотеатрах і він зібрав 48,002,523 $, що на той час дозволило йому зайняти 1 місце серед усіх прем'єр. Станом на 28 вересня 2014 року показ фільму триває 115 днів (16,4 тижня) і за цей час фільм зібрав у прокаті у США 124,853,062 доларів США, а у решті світу 177,868,000 $ (за іншими даними 178,700,000 млн $), тобто загалом 302,721,062 $ (за іншими даними 303,553,062 млн $) при бюджеті 12 млн $.

### Нагороди і номінації
| Нагорода                           | Категорія                           | Номінант                                        | Результат |
| ---------------------------------- | ----------------------------------- | ----------------------------------------------- | --------- |
| Golden Trailer Awards              | Найкраща романтика                  | Twentieth Century Fox, Creative Movie Marketing | Перемога  |
| Міжнародний кінофестиваль у Сіетлі | Найкращий фільм                     | Джош Бун                                        | Номінація |
| Teen Choice Awards                 | Вибір фільму: Викрадач Сцени        | Нат Вольф                                       | Перемога  |
| Teen Choice Awards                 | Вибір фільму: Хімія                 | Шейлін Вудлі, Енсел Елгорт і Нат Вольф          | Перемога  |
| Teen Choice Awards                 | Вибір фільму: Зірка, що спалахує    | Енсел Елгорт                                    | Перемога  |
| Teen Choice Awards                 | Вибір фільму: Пристрасний поцілунок | Шейлін Вудлі і Енсел Елгорт                     | Перемога  |
| Teen Choice Awards                 | Вибір фільму: Драма                 | стрічка                                         | Перемога  |
| Teen Choice Awards                 | Вибір кіноакторки: Драма            | Шейлін Вудлі                                    | Перемога  |
| Teen Choice Awards                 | Вибір кіноактора: Драма             | Енсел Елгорт                                    | Перемога  |
| Young Hollywood Awards             | Улюблений кіноактор                 | Енсел Елгорт                                    | Перемога  |
| Young Hollywood Awards             | Улюблена кіноактриса                | Шейлін Вудлі                                    | Номінація |
| Young Hollywood Awards             | Зворушливий кіноактор               | Енсел Елгорт                                    | Номінація |
| Young Hollywood Awards             | Найкраща телевізійна пара           | Шейлін Вудлі і Енсел Елгорт                     | Перемога  |
| Young Hollywood Awards             | Найкращий підбір акторів            | Винні зірки                                     | Перемога  |
| Young Hollywood Awards             | Улюблений художній фільм            | Винні зірки                                     | Перемога  |
| Kid's Choice Awards Argentina      | Улюблений фільм                     | Винні зірки                                     | Перемога  |
| 18th Hollywood Film Awards         | Зворушливе виконання — кіноактриса  | Шейлін Вудлі                                    | Перемога  |
| 41st People's Choice Awards        | Улюблений дует кіно                 | Шейлін Вудлі та Енсел Елгорт                    | Номінація |
| 41st People's Choice Awards        | Улюблена кіноактриса                | Шейлін Вудлі                                    | Номінація |
| 41st People's Choice Awards        | Улюблена драма                      | Винні зірки                                     | Перемога  |
| 2015 MTV Movie Awards              | Фільм року                          | Винні зірки                                     | Перемога  |
| 2015 MTV Movie Awards              | Найкраще чоловіча роль              | Енсел Елгорт                                    | Номінація |
| 2015 MTV Movie Awards              | Найкраще жіноча роль                | Шейлін Вудлі                                    | Перемога  |
| 2015 MTV Movie Awards              | Зворушливе виконання                | Енсел Елгорт                                    | Номінація |
| 2015 MTV Movie Awards              | Найкращий телевізійний дует         | Шейлін Вудлі та Енсел Елгорт                    | Номінація |
| 2015 MTV Movie Awards              | Найкраще виконання                  | Енсел Елгорт                                    | Номінація |
| 2015 MTV Movie Awards              | Найкращий поцілунок                 | Енсел Елгорт та Шейлін Вудлі                    | Перемога  |

## Інтерпретація у гінді
6 серпня 2014 року індійська виробнича компанія Fox Star Studios проголосила своєю метою інтерпретувати Винні зірки у гінді. Головний виконавчий директор студії, Віджей Сінгх, сказав, що англійська версія фільму, яка вийшла в Індії в липні 2014 року, заробила понад 1 мільйон доларів там. 19 вересня було оголошено, що Хомі Ададжанія, режисер стрічки Пошуки Фанні (2014), та продюсер Дінеш Вайджан будуть співпрацювати з Fox Star, щоб розвинути фільм, співпродюсером якого буде компанія Вайджана, Maddock Films. 25 вересня Діпіка Падуконе та Варун Дхаван були затверджені на головні ролі.

### Виноски
1. 1 2  The Fault in Our Stars: Release Info (англ.). Internet Movie Database. Архів оригіналу за 15 серпня 2014. Процитовано 3 жовтня 2014.
2. 1 2  Винні зірки. Kino-teatr.ua. Архів оригіналу за 6 жовтня 2014. Процитовано 3 жовтня 2014.
3. 1 2  The Fault in Our Stars (англ.). Internet Movie Database. Архів оригіналу за 1 жовтня 2014. Процитовано 3 жовтня 2014.
4. 1 2 3 4 5  The Fault in Our Stars (англ.). Box Office Mojo. Архів оригіналу за 4 жовтня 2014. Процитовано 3 жовтня 2014.
5. 1 2 3 4 5  The Fault in Our Stars (англ.). The Numbers. Архів оригіналу за 18 вересня 2016. Процитовано 3 жовтня 2014.
6. ↑  The Fault in Our Stars (англ.). Allmovie. Архів оригіналу за 16 березня 2018. Процитовано 3 жовтня 2014.
7. 1 2 3  The Fault in Our Stars: Full Cast & Crew (англ.). Internet Movie Database. Архів оригіналу за 24 липня 2014. Процитовано 3 жовтня 2014.
8. ↑  Sperling, Nicole (15 лютого 2014). As 'The Fault in Our Stars' is filmed, John Green turns astrologer. latimes.com. Архів оригіналу за 21 жовтня 2014. Процитовано 29 серпня 2014.
9. ↑  Kennedy, Lisa (6 червня 2014). Review: "The Fault in Our Stars". denverpost.com. Архів оригіналу за 4 березня 2016. Процитовано 28 вересня 2014.
10. ↑  The Fault in Our Stars (англ.). Rotten Tomatoes. Архів оригіналу за 13 березня 2021. Процитовано 3 жовтня 2014.
11. ↑  The Fault in Our Stars (англ.). Metacritic. Архів оригіналу за 22 листопада 2020. Процитовано 3 жовтня 2014.
12. ↑  Travers, Peter (27 травня 2011). 'The Fault in Our Stars' Movie Review. Rolling Stone. Архів оригіналу за 6 червня 2014. Процитовано 6 червня 2014.
13. ↑  The Fault in Our Stars — Ukraine Weekend Box Office (англ.). Box Office Mojo. Архів оригіналу за 6 жовтня 2014. Процитовано 3 жовтня 2014.
14. ↑  Ukraine Yearly Box Office. 2014 (англ.). Box Office Mojo. Архів оригіналу за 24 вересня 2014. Процитовано 3 жовтня 2014.
15. ↑  The Fault in Our Stars: Awards (англ.). Internet Movie Database. Архів оригіналу за 22 липня 2014. Процитовано 3 жовтня 2014.
16. ↑  2014 Young Hollywood Award Nominees. yhawards.com. Архів оригіналу за 30 червня 2014. Процитовано 30 червня 2014.
17. ↑  Here Are Your 2015 MTV Movie Awards Nominees. Архів оригіналу за 12 квітня 2015. Процитовано 2 червня 2015.